# Deininghausen
Deininghausen ist ein Ortsteil von Castrop-Rauxel. Der Ortsteil hatte am 31. Dezember 2024 2.142 Einwohner.

## Ortslage
Deininghausen liegt im Osten von Castrop-Rauxel, nördlich der Oststraße und der A 42, und grenzt an das Dortmunder Stadtgebiet. Deininghausen ist umgeben von Feldern, von Weiden und von größeren Waldflächen, die sich gleich hinter der Siedlung erstrecken: das Grutholz im Westen, das Nierholz im Nordwesten und der Beerenbruch im Nordosten. Östlich von Deininghausen befand sich das Kraftwerk Gustav Knepper, das 2014 stillgelegt und danach abgerissen wurde. Von Süden kommend umfließt der Deininghauser Bach, ein linker Zufluss der Emscher, die Siedlung im Osten.

## Geschichte
Deininghausen wurde als „Denichusen“ im Jahre 1150 erstmals urkundlich erwähnt. Es war eine durch Einzelhoflagen geprägte Bauerschaft. 1928 hatte Deininghausen 254 Einwohner.
Von 1965 bis 1969 wurde eine für gut 3000 Einwohner geplante Großwohnsiedlung hochgezogen. Dank der Lage im Grünen zogen vor allem junge Familien nach Deininghausen. 1969 zählte der Ortsteil 3219 Einwohner. 1970 wurde das Gemeindehaus der evangelischen Kirche eröffnet. 2013 wurde es von der Evangelisch Freikirchlichen Gemeinde Castrop-Rauxel übernommen.
„In die Ende der 1960er Jahre mit Mitteln des sozialen Wohnungsbaus errichteten Geschosswohnungen investierten Wohnungsgesellschaften nur wenig.“ Viterra (heute Vonovia) hielt weder die Gebäude noch die Außenanlangen instand. „Die Frustration über diese Situation entlädt sich in zunehmendem Vandalismus und Ordnungswidrigkeiten und führt dazu, dass sich das negative Image des Stadtteils nach außen verfestigt.“ Deshalb wurde Deininghausen 2005 in das Programm „Soziale Stadt NRW“ aufgenommen. Für sozial flankierende Maßnahmen wurde ein Stadtteilbüro aufgebaut. Ende 2009 zählte Deininghausen nur noch 1937 Einwohner.